# Karsikkojärvi (sjö i Norra Österbotten)
Karsikkojärvi är en sjö i Finland. Den ligger i kommunen Pudasjärvi i landskapet Norra Österbotten, i den centrala delen av landet, 600 km norr om huvudstaden Helsingfors. Karsikkojärvi ligger 163,3 meter över havet. Arean är 95,6 hektar och strandlinjen är 5,71 kilometer lång. Sjön  ingår i Ijo älvs huvudavrinningsområde. 